# This Was
This Was är det första musikalbumet av den brittiska progressiva rockgruppen Jethro Tull, utgivet 1968. På albumet blandar Jethro Tull rock, blues och folkmusik – det som skulle komma att bli gruppens kännetecken. Det blev tia på den brittiska albumlistan.

## Låtlista
Sida 1
1. "My Sunday Feeling" (Ian Anderson) – 3:43
2. "Someday the Sun Won't Shine for You" (Ian Anderson) – 2:49
3. "Beggar's Farm" (Mick Abrahams/Ian Anderson) – 4:19
4. "Move on Alone" (Mick Abrahams) – 1:58
5. "Serenade to a Cuckoo" (Rahsaan Roland Kirk) – 6:07

Sida 2
1. "Dharma for One" (Ian Anderson/Clive Bunker) – 4:15
2. "It's Breaking Me Up" (Ian Anderson) – 5:04
3. "Cat's Squirrel" (Trad., arr.: Mick Abrahams) – 5:42
4. "A Song for Jeffrey" (Ian Anderson) – 3:22
5. "Round" (Mick Abrahams/Ian Anderson/Clive Bunker/Glenn Cornick/Terry Ellis) – 1:03

## Medverkande
Jethro Tull
- Ian Anderson – sång, flöjt, munspel, piano
- Mick Abrahams – sång, bakgrundssång, gitarr
- Glenn Cornick – basgitarr
- Clive Bunker – trummor, percussion

Bidragande musiker
- Dee Palmer – Valthorn, arrangement

Produktion
- Terry Ellis – musikproducent
- Victor Gamm – ljudtekniker